# Агуадо, Лоренсо
Лоренсо Агуадо Эррера (исп. Lorenzo Aguado Herrera; род. 19 сентября 2002, Мадрид) — испанский футболист, защитник клуба «Реал Мадрид».

## Карьера
Лоренсо начинал карьеру в детской команде «Ильескас» в 2008 году. Два года спустя он вошёл в систему мадридского «Реала». В сезоне 2021/22 защитник выступал на правах аренды за «Навалькарнеро» во Сегунде Федерасьон, отыграв там 15 встреч и забив 5 голов. Следующий игровой год Лоренсо провёл в третьей команде «Реала» — «Интернасьонале» из Терсеры. Он провёл 29 встреч, отличился 10 раз и был ключевым игроком команды. С сезона 2023/24 защитник начал представлять «Реал Мадрид Кастилью» в Примере Федерасьон.
В сезоне 2024/25 Лоренсо стали привлекать к тренировкам и матчам первой команды «Реала». Он был включён в заявку «королевского клуба» на Межконтинентальный кубок 2024 и провёл на скамейке запасных финальную встречу с мексиканской «Пачукой». Его дебют за «Реал» состоялся 6 января 2025 года в матче 1/16 финала Кубка Испании против «Минеры»: защитник отыграл 63 минуты и был заменён на Лукаса Васкеса. 13 дней спустя Лоренсо впервые появился на поле в чемпионате Испании, выйдя на замену вместо Лукаса Васкеса на 87-й минуте игры с «Лас-Пальмасом».

## Достижения

### Командные
«Реал Мадрид»
- Обладатель Межконтинентального кубка: 2024
- Итого: 1 трофей

## Личная жизнь
Лоренсо является коренным мадридцем. У него есть сестра.